# ジゴロック
ジゴロックは、大分県大分市で2024年から開催されている野外ロック・フェスティバルである。
大分県で初めて開催された大規模な野外ロック・フェスティバルで、2024年には2日間で17,000人以上が来場した。2025年には、中森明菜が野外フェスに初めて参加したことなどが話題を集め、2日間で約19,000人が来場した。発起人は大分県出身のダイノジ・大谷ノブ彦。

## ジゴロック2024
- 名称：ジゴロック2024 〜大分 "地獄極楽" ROCK FESTIVAL〜 supported byニカソー
- 日程：2024年3月16日(土) - 3月17日(日)
- 会場：大分スポーツ公園
- 主催：テレビ大分
- 特別協賛：二階堂酒造
- 企画：ジゴロック実行委員会
- 制作：ADN STATE/THE FOREST
- 運営：キョードー西日本[4]

### 出演

#### 3月16日
- 岡崎体育
- カネヨリマサル
- 小室哲哉
- SIX LOUNGE
- DJダイノジ
- 東京スカパラダイスオーケストラ
- ばってん少女隊
- PUFFY
- フィロソフィーのダンス
- HEY-SMITH
- ROTTENGRAFFTY
- ロバート秋山竜次
- WurtS

##### お笑いジゴロック
- 佐久間一行
- スリムクラブ
- 滝音
- ダイノジ

#### 3月17日
- ALI
- 氣志團
- ゴールデンボンバー
- -真天地開闢集団-ジグザグ
- SKRYU
- 超ときめき♡宣伝部
- デーモン閣下 地獄の大分バンド
- DJダイノジ
- ももいろクローバーZ
- RIP SLYME
- My Peace

##### お笑いジゴロック
- 囲碁将棋
- タカアンドトシ
- 野良レンジャー
- はながらブーツ[5]

## ジゴロック2025
- 名称：ジゴロック2025 ～大分”地獄極楽”ROCK FESTIVAL～ supported by ニカソー
- 日程：2025年4月19日(土) - 4月20日(日)[6][7][8]
- 会場：大分スポーツ公園
- 主催：テレビ大分
- 特別協賛：二階堂酒造
- 企画：ジゴロック実行委員会
- 制作：ADN STATE
- 運営：キョードー西日本[9]

### 出演

#### 4月19日
- ALI
- ウルフルズ
- HKT48
- コレサワ
- SIX LOUNGE
- 水曜日のカンパネラ
- スキマスイッチ
- LET ME KNOW

##### TK LEGENDARY WORKS
- 小室哲哉
- Aicong
- n.SSign
- OVAL SISTEM
- 鈴木亜美
- 中森明菜[10]
- 氷川きよし+KIINA

#### 4月20日
- 打首獄門同好会
- ORANGE RANGE
- かりゆし58
- 電気グルーヴ
- Novel Core
- MAZZEL
- マルシィ

##### TK LEGENDARY WORKS
- 小室哲哉
- Aicong
- n.SSign
- OVAL SISTEM
- 中森明菜[11]